# Bahnhof Surabaya Gubeng
Der Bahnhof Surabaya Gubeng ist ein Bahnhof in Surabaya, Indonesien. Er ist der größte Bahnhof in Surabaya und Ost-Java und ist ein Abfahrtsort der Haupteisenbahnlinien in Surabaya, vor allem in Richtung Süden und Osten, während die Züge, die die nördliche Strecke befahren, wie etwa die Hauptzüge von Jakarta über Semarang, vom Bahnhof Surabaya Pasar Turi abfahren.
Der Bahnhof wurde mit Beschilderungen ausgestattet, die zu bestimmten Räumen, Gleisnummern und Einrichtungen führen. Außerdem gibt es Gleiswegweiser mit der zurückgelegten Entfernung und Monitorbildschirme mit Echtzeitinformationen zu Abfahrt und Ankunft der Züge, die denen auf einem Flughafen ähneln. Ab 2020 wurde das Beschilderungsdesign bis zum Jahresende 2021 an die Norm ISO 7001:2007 angepasst.